# Hans Hartinger
Hans Hartinger (* unbekannt) war ein österreichischer Tischtennisspieler. Bei der Weltmeisterschaft 1936 war er Mitglied der Meistermannschaft.

## Werdegang
Hans Hartinger wurde 1936 österreichischer Meister im Einzel, 1948 wurde er Zweiter. Von 1936 bis 1951 nahm er viermal an Weltmeisterschaften teil. Dabei wurde er 1936 mit den österreichischen Herren Mannschaftsweltmeister. 1937 erreichte er im Einzel das Halbfinale.
Nach dem Anschluss Österreichs wurde er mit dem Verein Postsportverein Wien 1939 deutscher Mannschaftsmeister.

## Turnierergebnisse
| Verband | Veranstaltung     | Jahr | Ort      | Land | Einzel     | Doppel       | Mixed        | Team |
| ------- | ----------------- | ---- | -------- | ---- | ---------- | ------------ | ------------ | ---- |
| AUT     | Weltmeisterschaft | 1951 | Wien     | AUT  | letzte 32  | letzte 64    | keine Teiln. |      |
| AUT     | Weltmeisterschaft | 1950 | Budapest | HUN  | letzte 64  | Scratched    | keine Teiln. | 7    |
| AUT     | Weltmeisterschaft | 1937 | Baden    | AUT  | Halbfinale | letzte 32    | letzte 64    | 4    |
| AUT     | Weltmeisterschaft | 1936 | Prag     | TCH  | letzte 128 | keine Teiln. | keine Teiln. | 1    |